# Comuna de Czernica
Czernica (polaco: Gmina Czernica) é uma gminy (comuna) na Polónia, na voivodia de Baixa Silésia e no condado de Wrocławski. A sede do condado é a cidade de Czernica.
De acordo com os censos de 2004, a comuna tem 8783 habitantes, com uma densidade 104,3 hab/km².

## Área
Estende-se por uma área de 84,18 km², incluindo:
- área agrícola: 65%
- área florestal: 19%

## Demografia
Dados de 30 de Junho 2004:
|                      | Total   | Total | Mulheres | Mulheres | Homens  | Homens |
| -------------------- | ------- | ----- | -------- | -------- | ------- | ------ |
|                      | pessoas | %     | pessoas  | %        | pessoas | %      |
| População            | 8783    | 100   | 4426     | 50,4     | 4357    | 49,6   |
| Densidade (pop./km²) | 104,3   | 100   | 52,6     | 52,6     | 51,8    | 51,8   |

De acordo com dados de 2002, o rendimento médio per capita ascendia a 1309,94 zł.

## Comunas vizinhas
- Bierutów, Długołęka, Jelcz-Laskowice, Oleśnica, Oława, Święta Katarzyna, Wrocław